# Титанік (фільм, 1943)
«Титанік» (нім. Titanic) — чорно-білий пропагандистський фільм Третього Рейху, поставлений у 1943 році режисерами Гербертом Зельпіном і Вернером Клінґлером. Стрічка, знята на замовлення Йозефа Геббельса, оповідає про загибель «Титаніка», британського трансатлантичного лайнера, що зіткнувся з айсбергом у 1912 році. Головною ідеєю фільму була спроба дискредитувати капіталістичні стосунки Великої Британії і США та одночасно «прославити мужність і самовідданість німецьких чоловіків».

## Сюжет
Британська судноплавна компанія Вайт Стар Лайн, у зв'язку з будівництвом лайнера «Титанік», стикається з серйозними фінансовими труднощами. Директор-розпорядник Вайт Стар Джозеф Брюс Ісмей, нехтуючи безпекою пасажирів і членів команди, вирішує розігнати судно на максимальну швидкість, щоб отримати Блакитну стрічку Атлантики і залагодити фінансові справи компанії. Він переконує капітана в необхідності збільшення швидкості судна. Перший офіцер Петерсен (вигаданий німецький офіцер) відкрито критикує цю ідею (причому в таких різких тонах і нешанобливій до директора формі, якою в реальності не могло бути взагалі).
На борту «Титаніка» пливе багато іменитих пасажирів: мільярдер Джон Джейкоб Астор і його дружина, молодий данка і колишній лорд. Петерсен намагається змусити свою кохану, данку Сігрід Олінськи, спокусити Ісмея й переконати знизити швидкість судна.
Після зіткнення «Титаніка» з айсбергом багаті пасажири, показуючи своє боягузтво, відразу ж кидаються до рятувальних шлюпок, тоді як Петерсен і пасажири-німці з третього класу поводяться мужньо. Ісмей і Астор також намагаються сісти в човен. Капітан Сміт закликає усіх рятувати свої життя самотужки. Петерсен просить Сігрід сісти в шлюпку, а потім в суді надати свідчення проти Ісмея.
В ході судового процесу Петерсен виступає з промовою, засуджуючи Ісмея і проступки британського капіталізму. Але президент Вайт Стар у відповідь лише звинувачує офіцера в несанкціонованому виступі. У результаті з Ісмея були зняті усі звинувачення, а відповідальність на подію повністю покладено на капітана Сміта.
У епілозі фільму говориться, що «смерть 1500 чоловік, що залишилася без спокутування, завжди свідчитиме про нескінченні спроби Великої Британії скрізь отримати вигоду».

## У ролях
| Сібілла Шміц     | ···· | Сінгрід Олінськи     |
| Ганс Нілсен      | ···· | Петерсен             |
| Крістен Гайберг  | ···· | Глорія               |
| Ернст Фюрбрінгер | ···· | Джозеф Брюс Ісмей    |
| Карл Шенбек      | ···· | Джон Джейкоб Астор   |
| Шарлотта Тіле    | ···· | Мадлен Астор         |
| Отто Верніке     | ···· | Едвард Джон Сміт     |
| Карл Данеман     | ···· | 1-й радист Філіппс   |
| Герман Брікс     | ···· | капельмейстер Грубер |
| Франц Шафгайтлін | ···· | Гандерсон            |
| Зепп Ріст        | ···· | Ян                   |

## Виробництво і прокат

### Знімальна група
- Автори сценарію — Герберт Зельпін, Вальтер Церлетт-Ольфеніус, Гансі Кек
- Режисери-постановник — Герберт Зельпін, Вернер Клінґлер
- Продюсер — Фрідль Бен-Грунд
- Композитор — Вернер Айсбреннер
- Оператор — Фрідль Бен-Грунд
- Монтаж — Фрідель Буков
- Художники-постановники — Фріц Маурішат, Роберт А. Дітріх, Август Германн, Фріц Люк
- Художник по костюмах — Макс фон Формахер
- Художники-декоратори — Роберт А. Дітріх, Август Геррманн, Фріц Люк
- Візуальні ефекти — Ернст Кунстманн

### Виробництво
Фільм був знятий на борту круїзного судна «Кап Аркона», який згодом розділив долю «Титаніка»: 3 травня 1945 року лайнер, що перевозив переважно в'язнів концтаборів, був потоплений англійською авіацією. В результаті загинуло 5000 осіб. Інтер'єрні сцени знімалися на студії Tobis Studios, а сцени з рятувальними шлюпками знімалися в Балтійському морі.
Зйомки були зв'язані з великими труднощами виробництва, пов'язаними з конфліктом інтересів, серйозними творчими розбіжностями і загальними тяготами воєнного часу. Через тиждень проблемних зйомок на борту «Кап Аркони» режисер фільму Герберт Зельпін зібрав екстрені збори, де несхвально відізвався про офіцерів крігсмаріне, які нехтували своїми обов'язками консультантів фільму заради флірту з акторками. Близький друг Зельпіна і співавтор сценарію Вальтер Церлетт-Ольфеніус, доніс про це своєму другу, чиновникові від кіно Гансу Гінкелю. Зельпін був негайно заарештований і допитаний особисто Йозефом Геббельсом, який був натхненником проекту фільму. Зельпін не відмовився від своїх заяв, внаслідок чого розлючений міністр пропаганди відмовив йому в довірі знімати пропагандистський епік. Через добу після арешту режисер був знайдений повішеним у своїй тюремній камері, причиною смерті було названо самогубство. Насправді Геббельс розпорядився усунути Зельпіна, що було інсценовано як самогубство. Знімальна команда і актори були обурені спробою приховати очевидне вбивство Зельпіна і спробували вчинити опір зйомкам, але Геббельс присік всіляке невдоволення, випустивши розпорядження, що будь-хто, хто ігнорує Церлетт-Олфеніуса, звітуватиме перед ним особисто. Незавершений фільм, виробничі витрати на який постійно росли, був врешті-решт відзнято вказаним у титрах Вернером Клінґлером. Від акторського страйку залишилися сліди лише в одній сцені, де капітан Сміт ставить Ісмея перед фактом, що виконуючи усі його накази, він привів судно до катастрофи.

### Вихід на екран
У прокат стрічка повинна була вийти 30 квітня 1943 року, але кінотеатр, в якому повинна була відбудуться прем'єра, був знищений під час бомбардування, тому показ відбувся тільки 10 листопада в Парижі, Стокгольмі і Флоренції, згодом у Нідерландах. Геббельс тимчасово заборонив стрічку до показу в Німеччині, розсудливо порахувавши, що німецький народ, який майже кожен вечір переживає бомбардування союзників, навряд чи з великим ентузіазмом піде дивитися фільм з панікою і масовою загибеллю людей. Підтекст фільму привів до того, що Геббельс заборонив його показ взагалі. Повторний прокат був здійснений у ФРН лише в 1949 році, але фільм тут же заборонили у більшості західних і капіталістичних країн. В той же час, незабаром після війни, фільм, дубльований російською мовою під назвою «Загибель Титаніка», був показаний в усіх країнах соцтабору як «трофейний». З початком 1950-х років фільм знову пішов у небуття, лише зрідка його демонстрували на німецькому телебаченні. У 1992 році фільм, урізаний цензурою, вийшов у Німеччині у форматі VHS в дуже низькій якості. У 2005 році компанія Kino International випустила на DVD повну версію фільму.